# Тюнгур (село)
Тюнгу́р (рос. Тюнгу́р; алт. Тӱҥӱр) — село в Усть-Коксинському районі Республіки Алтай. Розташовано на лівому березі річки Катунь, навпроти впадіння в неї річки Кучерла. 
Утворено в 1876 році. Населення 430 осіб. Знаходиться на відстані 65 км від районного центру села Усть-Кокса. Звідси починаються більшість популярних туристичних маршрутів до гори Бєлуха. Поблизу села розташовані турбази "Кучерла", "Тюнгур", "Висотник".
У серпні 1918 року поблизу села в засідку, підготовлену білогвардійцями, потрапив і був знищений загін шахтарів-червоногвардійців ковалів під командуванням Петра Сухова. У Тюнгурі йому встановлений пам'ятник.